# Roadracing-VM 2019
Världsmästerskapen i Roadracing 2019 arrangeras av Internationella motorcykelförbundet och innehåller klasserna MotoGP, Moto2 och Moto3 i Grand Prix-serien. Därutöver har klasserna Superbike, Supersport, Supersport 300, Endurance och Sidovagnsracing världsmästerskapsstatus. VM-titlar delas ut till bästa förare och till bästa konstruktör.
| Världsmästare i roadracing 2019 | Världsmästare i roadracing 2019 | Världsmästare i roadracing 2019 |
| Klass                           | Mästare individuellt            | Mästare konstruktörer           |
| ------------------------------- | ------------------------------- | ------------------------------- |
| MotoGP                          | Marc Márquez (Honda)            | Honda                           |
| Moto2                           | Álex Márquez (Kalex)            | Kalex                           |
| Moto3                           | Lorenzo Dalla Porta (Honda)     | Honda                           |
| Superbike                       | Jonathan Rea (Kawasaki)         | Kawasaki                        |
| Supersport                      | Randy Krummenacher (Yamaha)     | Yamaha                          |
| Supersport 300                  | Manuel González (Kawasaki)      | Kawasaki                        |
| Endurance                       | Team SRC Kawasaki France        | Yamaha                          |
| Sidvagn                         | Reeves/Wilkes                   | -                               |

## Grand Prix
Grand Prix-klasserna i roadracing är MotoGP, Moto2 och Moto3. De körs tillsammans under sammanhållna tävlingshelger.

### Tävlingskalender
Tävlingskalendern för 2019 innehåller samma 19 Grand Prix på samma banor som 2018.
| Omgång | Datum        | Grand Prix     | Bana                        | Segrare Moto3       | Segrare Moto2       | Segrare MotoGP   |
| ------ | ------------ | -------------- | --------------------------- | ------------------- | ------------------- | ---------------- |
| 1      | 10 mars^1    | Qatar          | Losail                      | Kaito Toba          | Lorenzo Baldassarri | Andrea Dovizioso |
| 2      | 31 mars      | Argentina      | Termas de Río Hondo         | Jaume Masiá         | Lorenzo Baldassarri | Marc Márquez     |
| 3      | 14 april     | Amerikas GP    | Circuit of the Americas     | Arón Canet          | Thomas Lüthi        | Álex Rins        |
| 4      | 5 maj        | Spanien        | Jerez                       | Niccolò Antonelli   | Lorenzo Baldassarri | Marc Márquez     |
| 5      | 19 maj       | Frankrike      | Le Mans Bugatti             | John McPhee         | Álex Márquez        | Marc Márquez     |
| 6      | 2 juni       | Italien        | Mugello Circuit             | Tony Arbolino       | Álex Márquez        | Danilo Petrucci  |
| 7      | 16 juni      | Katalonien     | Circuit de Catalunya        | Marcos Ramírez      | Álex Márquez        | Marc Márquez     |
| 8      | 30 juni      | TT Assen       | TT Circuit Assen            | Tony Arbolino       | Augusto Fernández   | Maverick Viñales |
| 9      | 7 juli       | Tyskland       | Sachsenring                 | Lorenzo Dalla Porta | Álex Márquez        | Marc Márquez     |
| 10     | 4 augusti    | Tjeckien       | Masaryk Circuit, Brno       | Arón Canet          | Álex Márquez        | Marc Márquez     |
| 11     | 11 augusti   | Österrike      | Red Bull Ring               | Romano Fenati       | Brad Binder         | Andrea Dovizioso |
| 12     | 25 augusti   | Storbritannien | Silverstone Circuit         | Marcos Ramírez      | Augusto Fernández   | Álex Rins        |
| 13     | 15 september | San Marino     | Misano                      | Tatsuki Suzuki      | Augusto Fernández   | Marc Márquez     |
| 14     | 22 september | Aragoniens GP  | Motorland Aragón            | Arón Canet          | Brad Binder         | Marc Márquez     |
| 15     | 6 oktober    | Thailand       | Chang International Circuit | Albert Arenas       | Luca Marini         | Marc Márquez     |
| 16     | 20 oktober   | Japan          | Twin Ring Motegi            | Lorenzo Dalla Porta | Luca Marini         | Marc Márquez     |
| 17     | 27 oktober   | Australien     | Phillip Island Circuit      | Lorenzo Dalla Porta | Brad Binder         | Marc Márquez     |
| 18     | 3 november   | Malaysia       | Sepang                      | Lorenzo Dalla Porta | Brad Binder         | Maverick Viñales |
| 19     | 17 november  | Valencia       | Circuit Ricardo Tormo       | Sergio García       | Brad Binder         | Marc Márquez     |

Noter:
- ^1  - Kvällsrace i elljus.

### Poängräkning
De 15 främsta i varje race får poäng enligt tabellen nedan. Alla race räknas.
| Plats | 1  | 2  | 3  | 4  | 5  | 6  | 7 | 8 | 9 | 10 | 11 | 12 | 13 | 14 | 15 |
| ----- | -- | -- | -- | -- | -- | -- | - | - | - | -- | -- | -- | -- | -- | -- |
| Poäng | 25 | 20 | 16 | 13 | 11 | 10 | 9 | 8 | 7 | 6  | 5  | 4  | 3  | 2  | 1  |

## MotoGP

### Regeländringar
Till 2019 ändras regelverket tämligen lite.

### Team och förare 2018
Det blir två förare färre än 2018 eftersom Marc VDS lämnat MotoGP. Aspars MotoGP-team tas över Petronas Yamaha Sepang Racing och byter motorcyklar till Yamaha från Ducati. Tech3 byter från Yamaha till KTM. Nya förare som tillkommer är Francesco Bagnaia, Miguel Oliveira, Joan Mir och Fabio Quartararo från Moto2. Alvaro Bautista lämnar MotoGP till förmån för Superbike. Thomas Lüthi går ner till Moto2-klassen. Bradley Smith blir testförare för Aprilia. Dani Pedrosa testförare för KTM. Scott Redding går till brittiska superbikemästerskapen och Xavier Simeon till VM i Endurance.
Märkesteam
- Repsol Honda: Marc Márquez fortsätter. Jorge Lorenzo ersätter Dani Pedrosa.
- Movistar Yamaha: Valentino Rossi och Maverick Viñales fortsätter.
- Ducati Corse: Andrea Dovizioso fortsätter. Danilo Petrucci från Pramac ersätter Jorge Lorenzo.
- Ecstar Suzuki: Alex Rins fortsätter. Joan Mir från Moto2-klassen ersätter Andrea Iannone.
- Aprilia Gresini: Aleix Espargaró fortsätter. Andrea Iannone från Suzuki ersätter Scott Redding.
- KTM: Pol Espargaró fortsätter. Johann Zarco från Tech 3 ersätter Bradley Smith.

Satellitteam
- LCR Honda: Cal Cruchlow och Taakaki Nakagami fortsätter.
- Tech 3 KTM: Hafiz Syharin fortsätter. Miguel Oliveira från Moto2-klassen ersätter Johann Zarco.
- Pramac Ducati: Jack Miller fortsätter. Franscesco Bagnaia från Moto2-klassen ersätter Danilo Petrucci .
- Avintia Racing (Ducati): Tito Rabat fortsätter och Karel Abraham från Angel Nieito Team ersätter Xavier Simeon.
- Petronas Yamaha Sepang (fd Angel Nieto Team): Franco Morbidelli från Marc VDS och Fabio Quartararo från Moto2-klassen ersätter Alvaro Bautista och Karel Abraham.

### Startlista MotoGP
| Nr | Förare            | Nation         | Team                         | Motorcykel | GP          | Anmärkning          |
| -- | ----------------- | -------------- | ---------------------------- | ---------- | ----------- | ------------------- |
| 4  | Andrea Dovizioso  | Italien        | Mission Winnow Ducati        | Ducati     | 1-19        |                     |
| 5  | Johann Zarco      | Frankrike      | Red Bull KTM Factory Racing  | KTM        | 1-13        | Lämnade teamet      |
| 5  | Johann Zarco      | Frankrike      | LCR Honda Idemitsu           | Honda      | 17-19       | Ersatte 30 Nakagami |
| 6  | Stefan Bradl      | Tyskland       | Repsol Honda Team            | Honda      | 9-11        | Ersatte 99 Lorenzo  |
| 9  | Danilo Petrucci   | Italien        | Mission Winnow Ducati        | Ducati     | 1-19        |                     |
| 12 | Maverick Viñales  | Spanien        | Monster Energy Yamaha MotoGP | Yamaha     | 1-19        |                     |
| 17 | Karel Abraham     | Tjeckien       | Reale Avintia Racing         | Ducati     | 1-19        |                     |
| 20 | Fabio Quartararo  | Frankrike      | Petronas Yamaha SRT          | Yamaha     | 1-19        |                     |
| 21 | Franco Morbidelli | Italien        | Petronas Yamaha SRT          | Yamaha     | 1-19        |                     |
| 27 | Iker Lecuona      | Spanien        | Red Bull KTM Tech 3          | KTM        | 19          | Ersatte 88 Oliveira |
| 29 | Andrea Iannone    | Italien        | Aprilia Racing Team Gresini  | Aprilia    | 1-19        |                     |
| 30 | Takaaki Nakagami  | Japan          | LCR Honda Idemitsu           | Honda      | 1-19        |                     |
| 35 | Cal Crutchlow     | Storbritannien | LCR Honda Castrol            | Honda      | 1-19        |                     |
| 36 | Joan Mir          | Spanien        | Team Suzuki Ecstar           | Suzuki     | 1-10, 13-19 |                     |
| 38 | Bradley Smith     | Storbritannien | Aprilia Factory Racing       | Aprilia    | 1, 4, 7, 14 | Wildcard            |
| 41 | Aleix Espargaró   | Spanien        | Aprilia Racing Team Gresini  | Aprilia    | 1-19        |                     |
| 42 | Álex Rins         | Spanien        | Team Suzuki Ecstar           | Suzuki     | 1-19        |                     |
| 43 | Jack Miller       | Australien     | Pramac Racing                | Ducati     | 1-19        |                     |
| 44 | Pol Espargaró     | Spanien        | Red Bull KTM Factory Racing  | KTM        | 1-19        |                     |
| 46 | Valentino Rossi   | Italien        | Monster Energy Yamaha MotoGP | Yamaha     | 1-19        |                     |
| 50 | Sylvain Guintoli  | Frankrike      | Team Suzuki Ecstar           | Suzuki     | 7, 10, 16   | Wildcard            |
| 50 | Sylvain Guintoli  | Frankrike      | Team Suzuki Ecstar           | Suzuki     | 12          | Ersatte 36 Mir      |
| 51 | Michele Pirro     | Italien        | Mission Winnow Ducati        | Ducati     | 6, 13, 19   | Wildcard            |
| 53 | Tito Rabat        | Spanien        | Reale Avintia Racing         | Ducati     | 1-17, 19    |                     |
| 55 | Hafizh Syahrin    | Malaysia       | Red Bull KTM Tech 3          | KTM        | 1-19        |                     |
| 63 | Francesco Bagnaia | Italien        | Pramac Racing                | Ducati     | 1-19        |                     |
| 82 | Mika Kallio       | Finland        | Red Bull KTM Factory Racing  | KTM        | 14-19       | Ersatte 5 Zarco     |
| 88 | Miguel Oliveira   | Portugal       | Red Bull KTM Tech 3          | KTM        | 1-18        |                     |
| 93 | Marc Márquez      | Spanien        | Repsol Honda Team            | Honda      | 1-19        |                     |
| 99 | Jorge Lorenzo     | Spanien        | Repsol Honda Team            | Honda      | 1-8, 12-19  |                     |

### Resultat MotoGP
| Omgång | Bana                    | Segrare          | Segrarens mc | Tvåa             | Trea             | Pole position    | Snabbaste varv   |
| ------ | ----------------------- | ---------------- | ------------ | ---------------- | ---------------- | ---------------- | ---------------- |
| 1      | Losail                  | Andrea Dovizioso | Ducati       | Marc Márquez     | Cal Crutchlow    | Maverick Viñales | Fabio Quartararo |
| 2      | Termas de Río Hondo     | Marc Márquez     | Honda        | Valentino Rossi  | Andrea Dovizioso | Marc Márquez     | Marc Márquez     |
| 3      | Circuit of the Americas | Álex Rins        | Suzuki       | Valentino Rossi  | Jack Miller      | Marc Márquez     | Marc Márquez     |
| 4      | Jerez                   | Marc Márquez     | Honda        | Álex Rins        | Maverick Viñales | Fabio Quartararo | Marc Márquez     |
| 5      | Le Mans Bugatti         | Marc Márquez     | Honda        | Andrea Dovizioso | Danilo Petrucci  | Marc Márquez     | Fabio Quartararo |
| 6      | Mugello                 | Danilo Petrucci  | Ducati       | Marc Márquez     | Andrea Dovizioso | Marc Márquez     | Jack Miller      |
| 7      | Catalunya               | Marc Márquez     | Honda        | Fabio Quartararo | Danilo Petrucci  | Fabio Quartararo | Marc Márquez     |
| 8      | Assen                   | Maverick Viñales | Yamaha       | Marc Márquez     | Fabio Quartararo | Fabio Quartararo | Marc Márquez     |
| 9      | Sachsenring             | Marc Márquez     | Honda        | Maverick Viñales | Cal Crutchlow    | Marc Márquez     | Marc Márquez     |
| 10     | Brno                    | Marc Márquez     | Honda        | Andrea Dovizioso | Jack Miller      | Marc Márquez     | Álex Rins        |
| 11     | Red Bull Ring           | Andrea Dovizioso | Ducati       | Marc Márquez     | Fabio Quartararo | Marc Márquez     | Andrea Dovizioso |
| 12     | Silverstone             | Álex Rins        | Suzuki       | Marc Márquez     | Maverick Viñales | Marc Márquez     | Marc Márquez     |
| 13     | Misano                  | Marc Márquez     | Honda        | Fabio Quartararo | Maverick Viñales | Maverick Viñales | Marc Márquez     |
| 14     | Aragón                  | Marc Márquez     | Honda        | Andrea Dovizioso | Jack Miller      | Marc Márquez     | Marc Márquez     |
| 15     | Chang                   | Marc Márquez     | Honda        | Fabio Quartararo | Maverick Viñales | Fabio Quartararo | Marc Márquez     |
| 16     | Motegi                  | Marc Márquez     | Honda        | Fabio Quartararo | Andrea Dovizioso | Marc Márquez     | Marc Márquez     |
| 17     | Phillip Island          | Marc Márquez     | Honda        | Cal Crutchlow    | Jack Miller      | Maverick Viñales | Maverick Viñales |
| 18     | Sepang                  | Maverick Viñales | Yamaha       | Marc Márquez     | Andrea Dovizioso | Fabio Quartararo | Valentino Rossi  |
| 19     | Valencia                | Marc Márquez     | Honda        | Fabio Quartararo | Jack Miller      | Fabio Quartararo | Marc Márquez     |

### Mästerskapsställning MotoGP
Slutställning i förarmästerskapet efter 19 Grand Prix.
1. Marc Márquez, 420 p. Klar världsmästare efter 15 Grand Prix.
2. Andrea Dovizioso, 269 p.
3. Maverick Viñales, 211 p.
4. Álex Rins, 205 p.
5. Fabio Quartararo, 192 p.
6. Danilo Petrucci, 176 p.
7. Valentino Rossi, 174 p.
8. Jack Miller, 165 p.
9. Cal Crutchlow, 133 p.
10. Franco Morbidelli, 115 p.
11. Pol Espargaró, 100 p.
12. Joan Mir, 92 p.
13. Takaaki Nakagami, 74 p.
14. Aleix Espargaró, 63 p.
15. Francesco Bagnaia, 54 p.
16. Andrea Iannone, 43 p.
17. Miguel Oliveira, 33 p.
18. Johann Zarco, 30 p.
19. Jorge Lorenzo, 28 p.
20. Tito Rabat, 23 p.
21. Stefan Bradl, 16 p.
22. Michele Pirro, 9 p.
23. Hafizh Syahrin, 9 p.
24. Karel Abraham, 9 p.
25. Sylvain Guintoli, 7 p.
26. Mika Kallio, 7 p.

Två förare deltog utan att ta poäng: Bradley Smith och Iker Lecuona.

## Moto2
2019 är debutåret med trecylindriga 765-kubiksmotorer från Triumph. Mer elektronik tillåts också i Moto2. Kvalifikationsförfarandet ändras till ett system mer likt det som används i MotoGP. De 14 bästa efter de det tre fria träningarna går direkt till kvalheat 2, övriga kör kvalheat 1. Där går de fyra snabbaste till kvalheat 2 och de övriga får startposition 19 och bakåt. Startposition 1 till 18 bestäms av placeringarna i kvalheat 2. Kvalheaten är 15 minuter långa.

### Startlista Moto2
De tio nykomlingar i klassen som tävlar om titeln rookie of the year är Lukas Tolovic, Nicolo Bulega, Dimas Ekky Pratama, Fabio Di Giannantonio, Enea Bastiannini, Somkiat Chantra, Philipp Öttl, Marco Bezzecchi, Jorge Martín och Jake Dixon. Dessutom kommer Thomas Lüthi tillbaka från MotoGP.
| Nr | Förare                | Nation         | Team                         | Motorcykel | GP              | Anmärkning              |
| -- | --------------------- | -------------- | ---------------------------- | ---------- | --------------- | ----------------------- |
| 2  | Jesko Raffin          | Schweiz        | NTS RW Racing GP             | NTS        | 1-3, 15-18      | Ersatte 4 Odendaal      |
| 2  | Jesko Raffin          | Schweiz        | Dynavolt Intact GP           | Kalex      | 14              | Ersatte 23 Schrötter    |
| 3  | Lukas Tolovic         | Tyskland       | Kiefer Racing                | KTM        | 1-19            |                         |
| 4  | Steven Odendaal       | Sydafrika      | NTS RW Racing GP             | NTS        | 4-12            | Fick lämna teamet       |
| 5  | Andrea Locatelli      | Italien        | Italtrans Racing Team        | Kalex      | 1-19            |                         |
| 6  | Gabriele Ruiu         | Italien        | MV Agusta Idealavoro Forward | MV Agusta  | 3               | Ersatte 62 Manzi        |
| 6  | Gabriele Ruiu         | Italien        | Tasca Racing Scuderia Moto2  | Kalex      | 14              | Ersatte 54 Pasini       |
| 7  | Lorenzo Baldassarri   | Italien        | Flexbox HP 40                | Kalex      | 1-19            |                         |
| 9  | Jorge Navarro         | Spanien        | +Ego Speed Up                | Speed Up   | 1-19            |                         |
| 10 | Luca Marini           | Italien        | Sky Racing Team VR46         | Kalex      | 1-19            |                         |
| 11 | Nicolo Bulega         | Italien        | Sky Racing Team VR46         | Kalex      | 1-2, 4-19       |                         |
| 12 | Thomas Lüthi          | Schweiz        | Dynavolt Intact GP           | Kalex      | 1-19            |                         |
| 16 | Joe Roberts           | USA            | American Racing KTM          | KTM        | 1-19            |                         |
| 18 | Xavi Cardelus         | Andorra        | Sama Qatar Angel Nieto Team  | KTM        | 1-19            |                         |
| 19 | Teppei Nagoe          | Japan          | Idemitsu Honda Team Asia     | Honda      | 6               | Ersatte 35 Chantra      |
| 19 | Teppei Nagoe          | Japan          | Idemitsu Honda Team Asia     | Honda      | 11-12           | Ersatte 20 Ekky Pratama |
| 20 | Dimas Ekky Pratama    | Indonesien     | Idemitsu Honda Team Asia     | Honda      | 1-10, 15-19     |                         |
| 21 | Fabio Di Giannantonio | Italien        | +Ego Speed Up                | Speed Up   | 1-19            |                         |
| 22 | Sam Lowes             | Storbritannien | Federal Oil Gresini Moto2    | Kalex      | 1-19            |                         |
| 23 | Marcel Schrötter      | Tyskland       | Dynavolt Intact GP           | Kalex      | 1-13, 15-19     |                         |
| 24 | Simone Corsi          | Italien        | Tasca Racing Scuderia Moto2  | Kalex      | 1-9             | Fick lämna teamet       |
| 24 | Simone Corsi          | Italien        | NTS RW Racing GP             | NTS        | 13-14           | Ersatte 4 Odendaal      |
| 27 | Iker Lecuona          | Spanien        | American Racing KTM          | KTM        | 1-18            |                         |
| 31 | Gerry Salim           | Indonesien     | Idemitsu Honda Team Asia     | Honda      | 14              | Ersatte 20 Ekky Pratama |
| 33 | Enea Bastianini       | Italien        | Italtrans Racing Team        | Kalex      | 1-19            |                         |
| 35 | Somkiat Chantra       | Thailand       | Idemitsu Honda Team Asia     | Kalex      | 1-5, 7-8, 10-19 |                         |
| 36 | Andy Izdihar          | Indonesien     | Idemitsu Honda Team Asia     | Honda      | 13              | Ersatte 20 Ekky Pratama |
| 38 | Bradley Smith         | Storbritannien | Petronas Sprinta Racing      | Kalex      | 12              | Ersatte 89 Pawi         |
| 40 | Augusto Fernández     | Spanien        | Flexbox HP 40                | Kalex      | 1-2, 4-19       |                         |
| 41 | Brad Binder           | Sydafrika      | Red Bull KTM Ajo             | KTM        | 1-19            |                         |
| 45 | Tetsuta Nagashima     | Japan          | Onexox TKKR SAG Team         | Kalex      | 1-19            |                         |
| 47 | Adam Norrodin         | Malaysia       | Petronas Sprinta Racing      | Kalex      | 13-19           | Ersatte 89 Pawi         |
| 54 | Mattia Pasini         | Italien        | Flexbox HP 40                | Kalex      | 3               | Ersatte 40 Fernández    |
| 54 | Mattia Pasini         | Italien        | Sama Qatar Angel Nieto Team  | KTM        | 4               | Ersatte 96 Dixon        |
| 54 | Mattia Pasini         | Italien        | Petronas Sprinta Racing      | Kalex      | 5, 6            | Ersatte 89 Pawi         |
| 54 | Mattia Pasini         | Italien        | Tasca Racing Scuderia Moto2  | Kalex      | 10-13, 15-19    | Ersatte 24 Corsi        |
| 62 | Stefano Manzi         | Italien        | MV Agusta Idealavoro Forward | MV Agusta  | 1-19            |                         |
| 64 | Bo Bendsneyder        | Nederländerna  | NTS RW Racing GP             | NTS        | 1-19            |                         |
| 65 | Philipp Öttl          | Tyskland       | Red Bull KTM Tech 3          | KTM        | 1-8, 10-19      |                         |
| 69 | Sean Dylan Kelly      | USA            | American Racing KTM          | KTM        | 19              | Ersatte 27 Lecuona      |
| 70 | Tomasso Marcon        | Italien        | NTS RW Racing GP             | NTS        | 19              | Ersatte 2 Raffin        |
| 72 | Marco Bezzecchi       | Italien        | Red Bull KTM Ajo             | KTM        | 1-19            |                         |
| 73 | Álex Márquez          | Spanien        | EG 0,0 Marc VDS              | Kalex      | 1-19            |                         |
| 77 | Dominique Aegerter    | Schweiz        | MV Agusta Idealavoro Forward | MV Augusta | 1-19            |                         |
| 87 | Remy Gardner          | Australien     | Onexox TKKR SAG Team         | Kalex      | 1-19            |                         |
| 88 | Jorge Martín          | Spanien        | Red Bull KTM Ajo             | KTM        | 1-19            |                         |
| 89 | Khairul Idham Pawi    | Malaysia       | Petronas Sprinta Racing      | Kalex      | 1-4             | Skadad                  |
| 94 | Jonas Folger          | Tyskland       | Petronas Sprinta Racing      | Kalex      | 7-11            | Ersatte 89 Pawi         |
| 96 | Jake Dixon            | Storbritannien | Sama Qatar Angel Nieto Team  | KTM        | 1-3, 5-19       |                         |
| 97 | Xavi Vierge           | Spanien        | EG 0,0 Marc VDS              | Kalex      | 1-19            |                         |

### Resultat Moto2
| Omgång | Bana                    | Segrare             | Segrarens mc | Tvåa                  | Trea              | Pole position         | Snabbaste varv      |
| ------ | ----------------------- | ------------------- | ------------ | --------------------- | ----------------- | --------------------- | ------------------- |
| 1      | Losail                  | Lorenzo Baldassarri | Kalex        | Thomas Lüthi          | Marcel Schrötter  | Marcel Schrötter      | Thomas Lüthi        |
| 2      | Termas de Río Hondo     | Lorenzo Baldassarri | Kalex        | Remy Gardner          | Álex Márquez      | Xavi Vierge           | Remy Gardner        |
| 3      | Circuit of the Americas | Thomas Lüthi        | Kalex        | Marcel Schrötter      | Jorge Navarro     | Marcel Schrötter      | Thomas Lüthi        |
| 4      | Jerez                   | Lorenzo Baldassarri | Kalex        | Jorge Navarro         | Augusto Fernández | Jorge Navarro         | Lorenzo Baldassarri |
| 5      | Le Mans Bugatti         | Álex Márquez        | Kalex        | Jorge Navarro         | Augusto Fernández | Jorge Navarro         | Jorge Navarro       |
| 6      | Mugello                 | Álex Márquez        | Kalex        | Luca Marini           | Thomas Lüthi      | Marcel Schrötter      | Álex Márquez        |
| 7      | Catalunya               | Álex Márquez        | Kalex        | Thomas Lüthi          | Jorge Navarro     | Augusto Fernández     | Álex Márquez        |
| 8      | Assen                   | Augusto Fernández   | Kalex        | Brad Binder           | Luca Marini       | Remy Gardner          | Augusto Fernández   |
| 9      | Sachsenring             | Álex Márquez        | Kalex        | Brad Binder           | Marcel Schrötter  | Álex Márquez          | Álex Márquez        |
| 10     | Brno                    | Álex Márquez        | Kalex        | Fabio Di Giannantonio | Enea Bastianini   | Álex Márquez          | Álex Márquez        |
| 11     | Red Bull Ring           | Brad Binder         | KTM          | Álex Márquez          | Jorge Navarro     | Tetsuta Nagashima     | Luca Marini         |
| 12     | Silverstone             | Augusto Fernández   | Kalex        | Jorge Navarro         | Brad Binder       | Álex Márquez          | Augusto Fernández   |
| 13     | Misano                  | Augusto Fernández   | Kalex        | Fabio Di Giannantonio | Álex Márquez      | Fabio Di Giannantonio | Augusto Fernández   |
| 14     | Aragón                  | Brad Binder         | KTM          | Jorge Navarro         | Álex Márquez      | Álex Márquez          | Jorge Navarro       |
| 15     | Chang                   | Luca Marini         | Kalex        | Brad Binder           | Iker Lecuona      | Álex Márquez          | Luca Marini         |
| 16     | Motegi                  | Luca Marini         | Kalex        | Thomas Lüthi          | Jorge Martín      | Luca Marini           | Jorge Martín        |
| 17     | Phillip Island          | Brad Binder         | KTM          | Jorge Martín          | Thomas Lüthi      | Jorge Navarro         | Thomas Lüthi        |
| 18     | Sepang                  | Brad Binder         | KTM          | Álex Márquez          | Thomas Lüthi      | Álex Márquez          | Álex Márquez        |
| 19     | Valencia                | Brad Binder         | KTM          | Thomas Lüthi          | Jorge Navarro     | Jorge Navarro         | Thomas Lüthi        |

### Mästerskapsställning Moto2
Slutställning i förarmästerskapet efter 19 Grand Prix. 
1. Álex Márquez, 262 p. Klar världsmästare efter 18 Grand Prix.
2. Brad Binder, 259 p.
3. Thomas Lüthi, 250 p.
4. Jorge Navarro, 226 p.
5. Augusto Fernández, 207 p.
6. Luca Marini, 190 p.
7. Lorenzo Baldassarri, 171 p.
8. Marcel Schrötter, 137 p.
9. Fabio Di Giannantonio, 108 p.
10. Enea Bastianini, 97 p.
11. Jorge Martín, 94 p.
12. Iker Lecuona, 90 p.
13. Xavi Vierge, 81 p.
14. Tetsuta Nagashima, 78 p.
15. Remy Gardner, 77 p.
16. Sam Lowes, 66 p.
17. Nicolò Bulega, 48 p.
18. Andrea Locatelli, 46 p.
19. Stefano Manzi, 39 p.
20. Mattia Pasini, 35 p.

Totalt tog 30 förare poäng och ytterligare 12 startade utan att ta poäng.

## Moto3
Kvalifikationsförfarandet ändras till ett system mer likt det som används i MotoGP. De 14 bästa efter de det tre fria träningarna går direkt till kvalheat 2, övriga kör kvalheat 1. Där går de fyra snabbaste till kvalheat 2 och de övriga får startposition 19 och bakåt. Startposition 1 till 18 bestäms av placeringarna i kvalheat 2. Kvalheaten är 15 minuter långa.

### Startlista Moto3
Årets startlista innehöll 29 ordinarie förare; åtta från vardera Italien och Spanien, fem från Japan, två från Storbritannien och Tjeckien samt en vardera från Sydafrika, Kazakstan, Argentina och Turkiet. 15 förare körde KTM och 14 körde Honda. Det var åtta nykomlingar i klassen som tävlar om titeln rookie of the year. Dessa var Sergio García, Filip Salac, Celestino Vietti, Raúl Fernández, Riccardo Rossi, Can Öncü, Tom Booth-Amos och Ai Ogura.
| Nr | Förare               | Nation         | Team                        | Motorcykel | GP           | Anmärkning                       |
| -- | -------------------- | -------------- | --------------------------- | ---------- | ------------ | -------------------------------- |
| 3  | Kevin Zannoni        | Italien        | RGR TM Official Team        | TM         | 6            | Wildcard                         |
| 3  | Kevin Zannoni        | Italien        | Sic58 Squadra Corse         | Honda      | 15           | Ersatte 23 Antonelli             |
| 4  | Xavier Artigas       | Spanien        | Leopard Impala Junior Team  | Honda      | 19           | Widcard                          |
| 5  | Jaume Masiá          | Spanien        | Bester Capital Dubai        | KTM        | 1-14, 16-19  |                                  |
| 6  | Ryusei Yamanaka      | Japan          | Estrella Galicia 0,0        | Honda      | 1, 6, 7, 16  | Ersatte 11 García GP 1, Wildcard |
| 7  | Dennis Foggia        | Italien        | Sky Racing Team VR46        | KTM        | 1-19         |                                  |
| 9  | Yanni Shaw           | Australien     | Double Six Motor Sport      | Kale KTM   | 17           | Wildcard                         |
| 10 | Julián José García   | Italien        | VNE Snipers                 | Honda      | 14-15        | Ersatte 55 Fenati                |
| 11 | Sergio García        | Spanien        | Estrella Galicia 0,0        | Honda      | 2-19         | För ung att köra GP 1            |
| 12 | Filip Salac          | Tjeckien       | Redox PruestelGP            | KTM        | 1-19         |                                  |
| 13 | Celestino Vietti     | Italien        | Sky Racing Team VR46        | KTM        | 1-19         |                                  |
| 14 | Tony Arbolino        | Italien        | Vine Snipers Team           | Honda      | 1-19         |                                  |
| 15 | Ryan van de Lagemaat | Nederländerna  | Qnium Racing                | KTM        | 8            | Wildcard                         |
| 15 | Rogan Chandler       | Nya Zeeland    | Double Six Motor Sport      | Kale KTM   | 17           | Wildcard                         |
| 16 | Andrea Migno         | Italien        | Bester Capital Dubai        | KTM        | 1-19         |                                  |
| 17 | John McPhee          | Storbritannien | Petronas Sprinta Racing     | Honda      | 1-19         |                                  |
| 19 | Gabriel Rodrigo      | Argentina      | Kommerling Gresini Moto3    | Honda      | 1-10, 13-18  |                                  |
| 20 | Elia Bartolini       | San Marino     | Sky Junior Team VR46        | KTM        | 13           | Wildcard                         |
| 21 | Alonso López         | Spanien        | Estrella Galicia 0,0        | Honda      | 1-           |                                  |
| 22 | Kazuki Masaki        | Japan          | Boe Skull Rider Mugen Race  | KTM        | 1-           |                                  |
| 23 | Niccolò Antonelli    | Italien        | Sic58 Squadra Corse         | Honda      | 1-13,        |                                  |
| 24 | Tatsuki Suzuki       | Japan          | Sic58 Squadra Corse         | Honda      | 1-           |                                  |
| 25 | Raúl Fernández       | Spanien        | Sama Qatar Angel Nieto Team | KTM        | 1-           |                                  |
| 27 | Kaito Toba           | Japan          | Honda Team Asia             | Honda      | 1-           |                                  |
| 28 | Dirk Geiger          | Tyskland       | Kiefer Racing               | KTM        | 9            | Wildcard                         |
| 31 | Gerry Salim          | Indonesien     | Honda Team Asia             | Honda      | 6            | Ersatte 79 Ogura                 |
| 32 | Davide Pizzoli       | Italien        | Sic58 Squadra Corse         | Honda      | 14           | Ersatte 23 Antonelli             |
| 32 | Davide Pizzoli       | Italien        | Bester Capital Dubai        | KTM        | 15           | Ersatte 5 Masia                  |
| 33 | Yuki Kunii           | Japan          | Asia Talent Team            | Honda      | 10           | Wildcard                         |
| 36 | Sho Hasegawa         | Japan          | Team Anija Club Y's         | Honda      | 16           | Wildcard                         |
| 40 | Darryn Binder        | Sydafrika      | CIP Green Power             | KTM        | 1-19         |                                  |
| 42 | Marcos Ramírez       | Spanien        | Leopard Racing              | Honda      | 1-19         |                                  |
| 44 | Aron Canet           | Spanien        | Sterligada Max Racing Team  | KTM        | 1-19         |                                  |
| 48 | Lorenzo Dalla Porta  | Italien        | Leopard Racing              | Honda      | 1-19         |                                  |
| 52 | Jeremy Alcoba        | Spanien        | Kommerling Gresini Moto3    | Honda      | 11-12, 19    | Ersatte 19 Rodrigo               |
| 53 | Deniz Öncü           | Turkiet        | Red Bull KTM Ajo            | KTM        | 10-11, 13-15 | Wildcard 10-11, Ersatte 61 Öncü  |
| 54 | Riccardo Rossi       | Italien        | Kommerling Gresini Moto3    | Honda      | 1-19         |                                  |
| 55 | Romano Fenati        | Italien        | VNE Snipers                 | Honda      | 1-13, 16-19  |                                  |
| 61 | Can Öncü             | Turkiet        | Red Bull KTM Ajo            | KTM        | 1-12, 16-19  |                                  |
| 67 | Gerard Riu Malé      | Spanien        | Baiko Racing Team           | KTM        | 14           | Wildcard                         |
| 69 | Tom Booth-Amos       | Storbritannien | CIP Green Power             | KTM        | 1-19         |                                  |
| 71 | Ayumu Sasaki         | Japan          | Petronas Sprinta Racing     | Honda      | 1-19         |                                  |
| 73 | Maximilian Kofler    | Österrike      | Sama Qatar Angel Nieto Team | KTM        | 11, 12       | Wildcard                         |
| 75 | Albert Arenas        | Spanien        | Sama Qatar Angel Nieto Team | KTM        | 1, 4-19      |                                  |
| 76 | Makar Yurchenko      | Kazakstan      | Boe Skull Rider Mugen Race  | KTM        | 1-19         |                                  |
| 77 | Vicente Pérez        | Spanien        | Reale Avintia Arizona 77    | KTM        | 1-7          | Lämnade teamet                   |
| 79 | Ai Ogura             | Japan          | Honda Team Asia             | Honda      | 1-5, 7-19    |                                  |
| 81 | Aleix Viu            | Spanien        | Sama Qatar Angel Nieto Team | KTM        | 2-3          | Ersatte 75 Arenas                |
| 82 | Stefano Nepa         | Italien        | Fundacion Andres Perez 77   | KTM        | 4            | Wildcard                         |
| 82 | Stefano Nepa         | Italien        | Reale Avintia Arizona 77    | KTM        | 8-19         | Ny ordinarie efter 77 Pérez      |
| 83 | Meikon Kawakami      | Brasilien      | Fundacion Andres Perez 77   | KTM        | 4, 13        | Wildcard                         |
| 84 | Jakub Kornfeil       | Tjeckien       | Redox PruestelGP            | KTM        | 1-19         |                                  |
| 96 | Brandon Paasch       | USA            | FPW Racing                  | KTM        | 12           | Wildcard                         |
| 99 | Carlos Tatay         | Spanien        | Fundacion Andres Perez 77   | KTM        | 7, 14, 19    | Wildcard                         |

### Resultat Moto3
| Omgång | Bana                    | Segrare             | Segrarens mc | Tvåa                | Trea                | Pole position       | Snabbaste varv      |
| ------ | ----------------------- | ------------------- | ------------ | ------------------- | ------------------- | ------------------- | ------------------- |
| 1      | Losail                  | Kaito Toba          | Honda        | Lorenzo Dalla Porta | Arón Canet          | Arón Canet          | Romano Fenati       |
| 2      | Termas de Río Hondo     | Jaume Masiá         | KTM          | Darryn Binder       | Tony Arbolino       | Jaume Masiá         | Gabriel Rodrigo     |
| 3      | Circuit of the Americas | Arón Canet          | KTM          | Jaume Masiá         | Andrea Migno        | Niccolò Antonelli   | Alonso López        |
| 4      | Jerez                   | Niccolò Antonelli   | Honda        | Tatsuki Suzuki      | Celestino Vietti    | Lorenzo Dalla Porta | John McPhee         |
| 5      | Le Mans Bugatti         | John McPhee         | Honda        | Lorenzo Dalla Porta | Arón Canet          | John McPhee         | Jaume Masiá         |
| 6      | Mugello                 | Tony Arbolino       | Honda        | Lorenzo Dalla Porta | Jaume Masiá         | Tony Arbolino       | Niccolò Antonelli   |
| 7      | Catalunya               | Marcos Ramírez      | Honda        | Arón Canet          | Celestino Vietti    | Gabriel Rodrigo     | Kaito Toba          |
| 8      | Assen                   | Tony Arbolino       | Honda        | Lorenzo Dalla Porta | Jakub Kornfeil      | Niccolò Antonelli   | Dennis Foggia       |
| 9      | Sachsenring             | Lorenzo Dalla Porta | Honda        | Marcos Ramírez      | Arón Canet          | Ayumu Sasaki        | Can Öncü            |
| 10     | Brno                    | Arón Canet          | KTM          | Lorenzo Dalla Porta | Tony Arbolino       | Tony Arbolino       | Niccolò Antonelli   |
| 11     | Red Bull Ring           | Romano Fenati       | Honda        | Tony Arbolino       | John McPhee         | John McPhee         | Celestino Vietti    |
| 12     | Silverstone             | Marcos Ramírez      | Honda        | Tony Arbolino       | Lorenzo Dalla Porta | Tony Arbolino       | Tatsuki Suzuki      |
| 13     | Misano                  | Tatsuki Suzuki      | Honda        | John McPhee         | Tony Arbolino       | Tatsuki Suzuki      | Andrea Migno        |
| 14     | Aragón                  | Arón Canet          | KTM          | Ai Ogura            | Dennis Foggia       | Arón Canet          | Darryn Binder       |
| 15     | Chang                   | Albert Arenas       | KTM          | Lorenzo Dalla Porta | Alonso López        | Celestino Vietti    | Ai Ogura            |
| 16     | Motegi                  | Lorenzo Dalla Porta | Honda        | Albert Arenas       | Celestino Vietti    | Niccolò Antonelli   | Lorenzo Dalla Porta |
| 17     | Phillip Island          | Lorenzo Dalla Porta | Honda        | Marcos Ramírez      | Albert Arenas       | Marcos Ramírez      | Romano Fenati       |
| 18     | Sepang                  | Lorenzo Dalla Porta | Honda        | Sergio García       | Jaume Masiá         | Marcos Ramírez      | Marcos Ramírez      |
| 19     | Valencia                | Sergio García       | Honda        | Andrea Migno        | Xavier Artigas      | Andrea Migno        | Tatsuki Suzuki      |

### Mästerskapsställning Moto3
Slutställning i förarmästerskapet efter 19 Grand Prix.
1. Lorenzo Dalla Porta, 279 p. Klar världsmästare efter 17 Grand Prix.
2. Arón Canet, 200 p.
3. Marcos Ramírez, 183 p.
4. Tony Arbolino, 175 p.
5. John McPhee, 156 p.
6. Celestino Vietti, 135 p.
7. Niccolò Antonelli, 128 p.
8. Tatsuki Suzuki, 124 p.
9. Jaume Masiá, 121 p.
10. Ai Ogura, 109 p.
11. Albert Arenas, 108 p.
12. Dennis Foggia, 97 p.
13. Andrea Migno, 78 p.
14. Jakub Kornfeil, 78 p.
15. Sergio García, 76 p.
16. Romano Fenati, 76 p.
17. Alonso López, 71 p.
18. Gabriel Rodrigo, 67 p.
19. Kaito Toba, 63 p.
20. Ayumu Sasaki, 62 p.
21. Raúl Fernández, 60 p.
22. Darryn Binder, 54 p.

Totalt tog 34 förare VM-poäng. Ytterligare 14 deltog utan att lyckas ta poäng.

## Övriga VM-klasser
FIM delar ut världsmästerskap i fem klasser utöver de tre Grand Prix-klasserna: Superbike, Supersport, Supersport 300, Endurance och Sidvagn.

### Superbike
Britten Jonathan Rea tog sin femte raka världsmästartitel för sig och Kawasaki. Han är därmed den förare som har flest VM-titlar i Superbike. Säsongen började annars bäst för Superbike-debutanten Álvaro Bautista på Ducati som vann allt och hade maximal poäng efter fyra deltävlingar. Dock höll sig Rea så nära som möjligt genom att ta andraplaterna efter Bautista. Penden började svänga till Rea på Misano där han tog en dubbelseger. Under andra halvan av säsongen kunde Rea ta över VM-ledningen och säkra sin femte raka VM-titel.

### Endurance
Endurance-VM 2018-2019 började i september 2018 med den klassiska 24-timmars tävlingen Bol d'Or. Övriga tävlingar kördes 2019. Tävlingskalender för säsongen 2017-2018 med fem deltävlingar: Bol d'Or 15-16 september 2018, Le Mans 24-timmars 21-22 april 2019, Slovakia Ring 8-timmars 11 maj,  Oschersleben 8-timmars 9 juni och Suzuka 8-timmars 28 juli. Världsmästare för stall blev Team SRC Kawasaki France med förarna David Checa, Randy de Puniet, Jérémy Guarnoni, och Erwan Nigon. Yamaha vann dock konstruktörsmästerskapet.
Slutställning
1. Team SRC Kawasaki France, 145,5 p.
2. F.C.C TSR Honda France, 137,5 p.
3. Suzuki Endurance Racing Team, 127 p.
4. YART Yamaha, 110,5 p.
5. Wepol Racing, 101 p.
6. Honda Endurance Racing, 91 p.

### Sidvagn
Världsmästerskapet för motorcyklar med sidvagn avgjordes över sex deltävlingar med ett eller två heat, totalt tio heat. Säsongen började 20 april på Le Mans och avslutades 20 oktober på Estoril. Världsmästare blev det brittiska paret med Tim Reeves som förare och Mark Wilkes som burkslav. 
Slutställning
1. Tim Reeves/Mark Wilkes, Adolf RS Yamaha, 205 p.
2. Pekka Päivärinta/Jussi Veräväinen, LCR Yamaha, 173 p.
3. Ben Birchall/Tom Birchall, LCR Yamaha, 168 p.
4. Markus Schlosser/Marcel Fries, LCR Yamaha, 121 p.
5. Sam Christie/Adam Christie, LCR Yamaha, 103 p.
6. Kees Endeveld/Jeroen Remme, Adolf RS Kawasaki, 82 p.